# Forte de São Caetano (Santa Cruz)

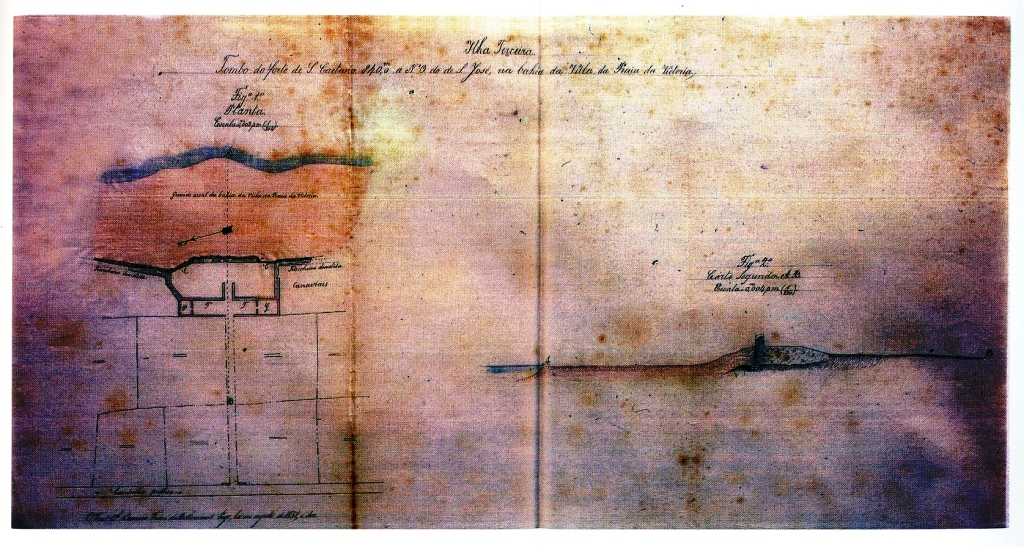
Planta do Forte de São Caetano (Damião Pego, Agosto de 1881)

O Forte de São Caetano localizava-se na freguesia de Santa Cruz, no concelho da Praia da Vitória, na ilha Terceira, nos Açores.
Em posição dominante sobre este trecho do litoral, constituiu-se em uma fortificação destinada à defesa deste ancoradouro e do antigo canal de acesso ao Paul, contra os ataques de piratas e corsários, outrora frequentes nesta região do oceano Atlântico. Cooperava com o Forte de São José e o Forte de Santo Antão.

## História
Acredita-se seja um dos doze fortes edificados no contexto da crise de sucessão de 1580, em 1581, por determinação do então corregedor dos Açores, Ciprião de Figueiredo e Vasconcelos, conforme o plano de defesa da ilha elaborado por Tommaso Benedetto.
Não consta no relatório "Fortificações nos Açores existentes em 1710", na do Sargento-mor Engenheiro João António Júdice (1767), nem na do Ajudante de Ordens Manoel Correa Branco (1776). Também não consta da coleção de plantas de José Rodrigo de Almeida, o que deixa dúvidas acerca de se foi um dos fortes reparados ou reconstruídos pelo Capitão-general dos Açores, Francisco António de Araújo e Azevedo, entre 1818 e 1820, conforme afirmado no tombo de 1881. Estas obras terão sido executadas com projeto e sob a direção do engenheiro militar, José Rodrigo de Almeida, ao tempo coronel de Milícias da Vila da Praia.
No contexto da Guerra Civil Portuguesa (1828-1834) teve parte ativa na Batalha da Praia (11 de Agosto de 1829) contra as forças de Miguel I de Portugal, então derrotadas.
A "Relação" do marechal de campo Barão de Bastos em 1862 informa que se encontrava em estado de ruína.
Quando do tombo de 1881 foi encontrado abandonado e arruinado, em grande parte pela erosão marinha.
Esta estrutura não chegou até aos nossos dias.

## Características
Apresentava planta no formato poligonal irregular, adaptado ao terreno, em alvenaria de pedra grossa, argamassada. O conjunto ocupava uma área total de 600 metros quadrados.
À época de sua construção, esteve artilhado com 5 peças: 3 em seus reparos em canhoneiras rasgadas nas muralhas pelo lado do mar, e duas jogando à barbeta nos vértices.
Externamente, adossadas ao muro, encontravam-se as dependências de casa da guarda e paiol.